# 暮坂峠
暮坂峠（くれさかとうげ）は、群馬県吾妻郡中之条町にある峠。

## 概要
- 群馬県道55号中之条草津線上にあり、かつては六合村と中之条町の町村境であった（現在は当該町村同士が合併）。
- 標高は1088m。
- 峠付近には若山牧水の歌碑がある。

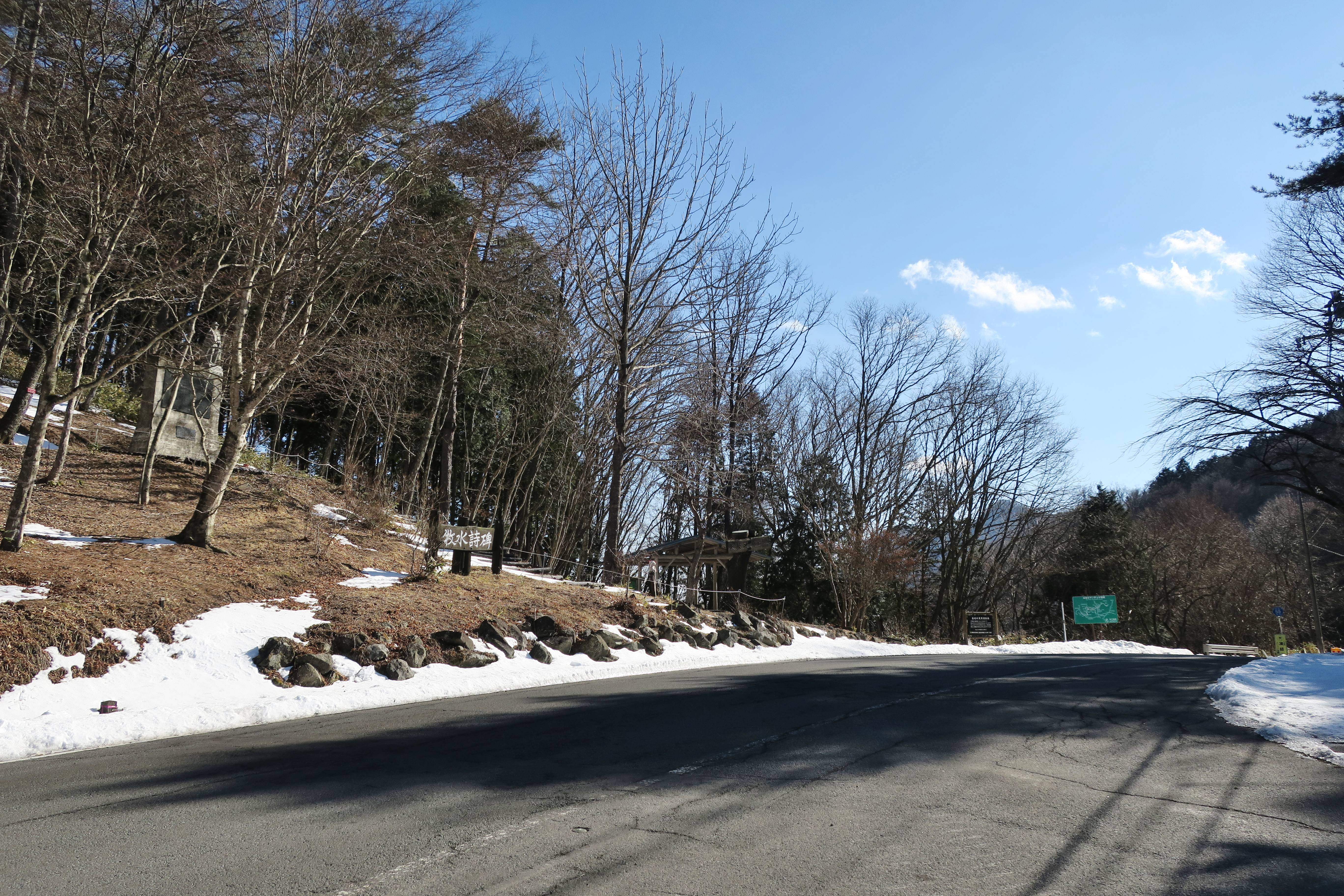
東側（沢渡温泉・中之条町中心市街地方面）
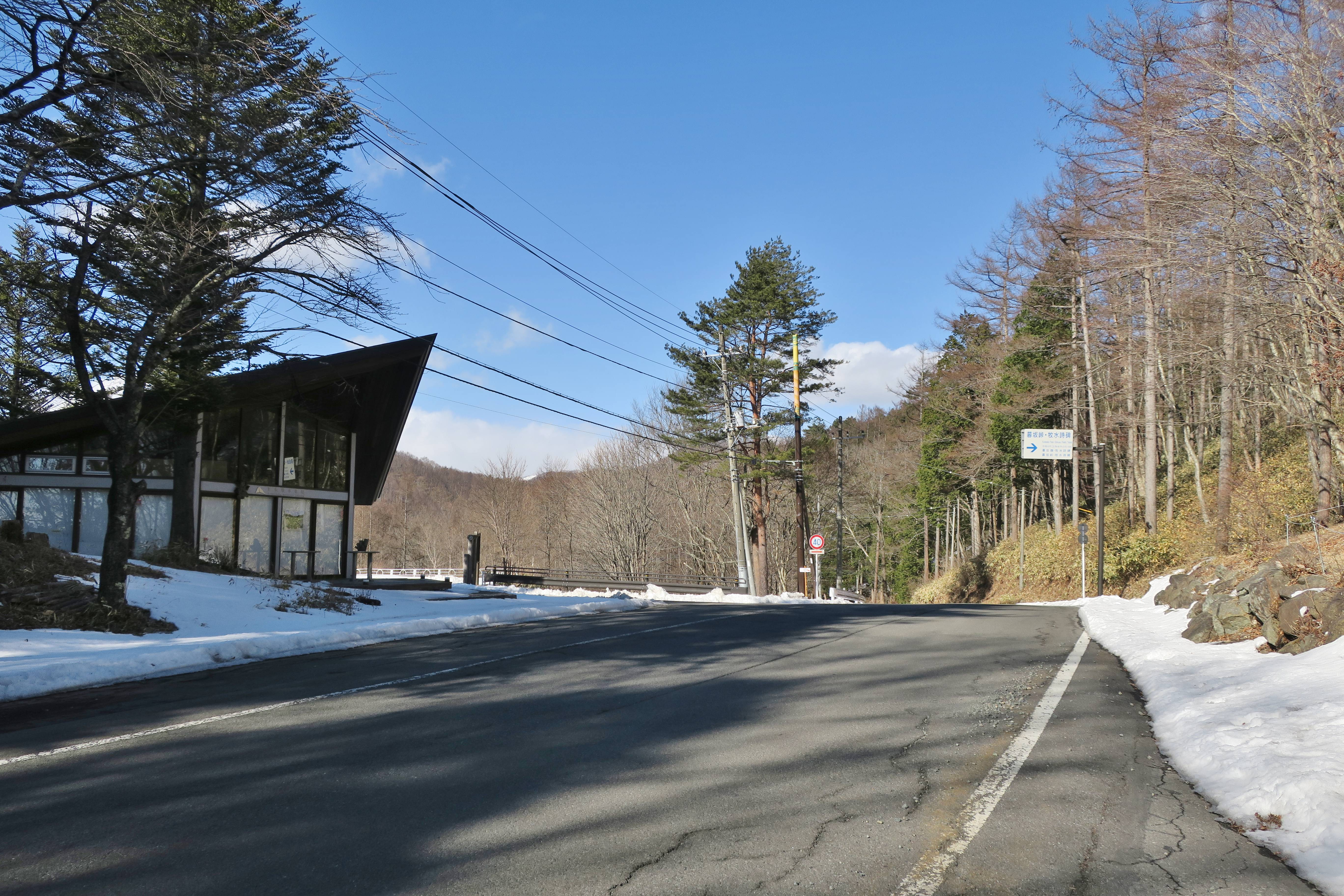
西側（六合・草津温泉方面） 左は暮坂牧水茶屋